# Wilhelm Grögler

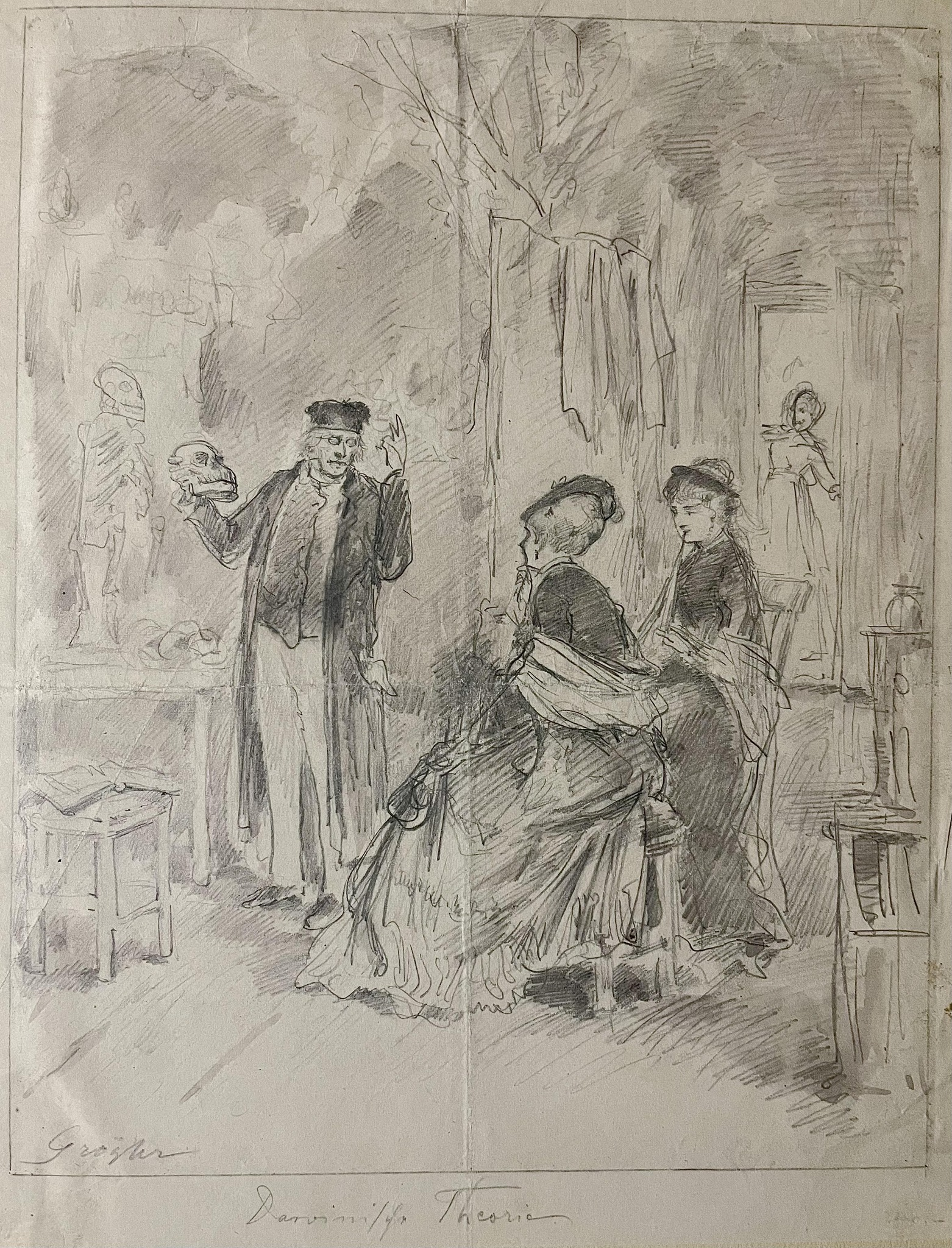
Darwinische Theorie, 1870er Jahre, Zeichnung. Privatsammlung.

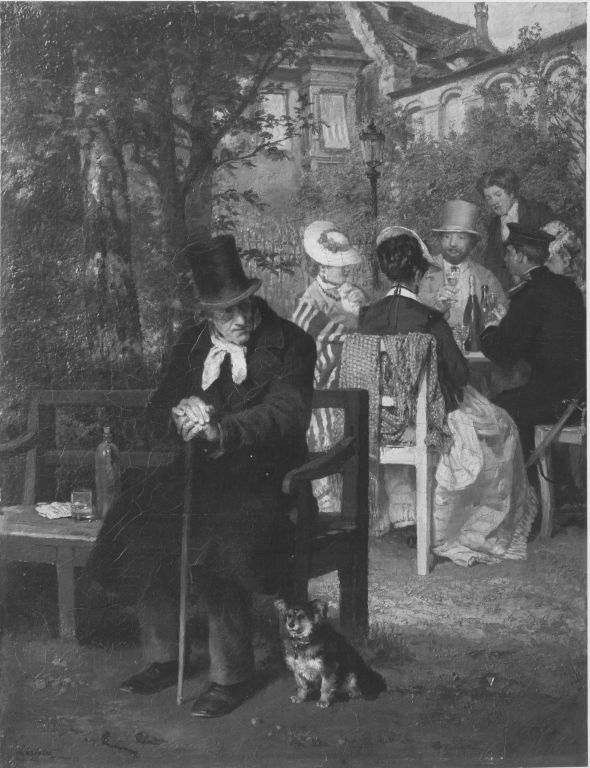
Der Hypochonder, München, Neue Pinakothek

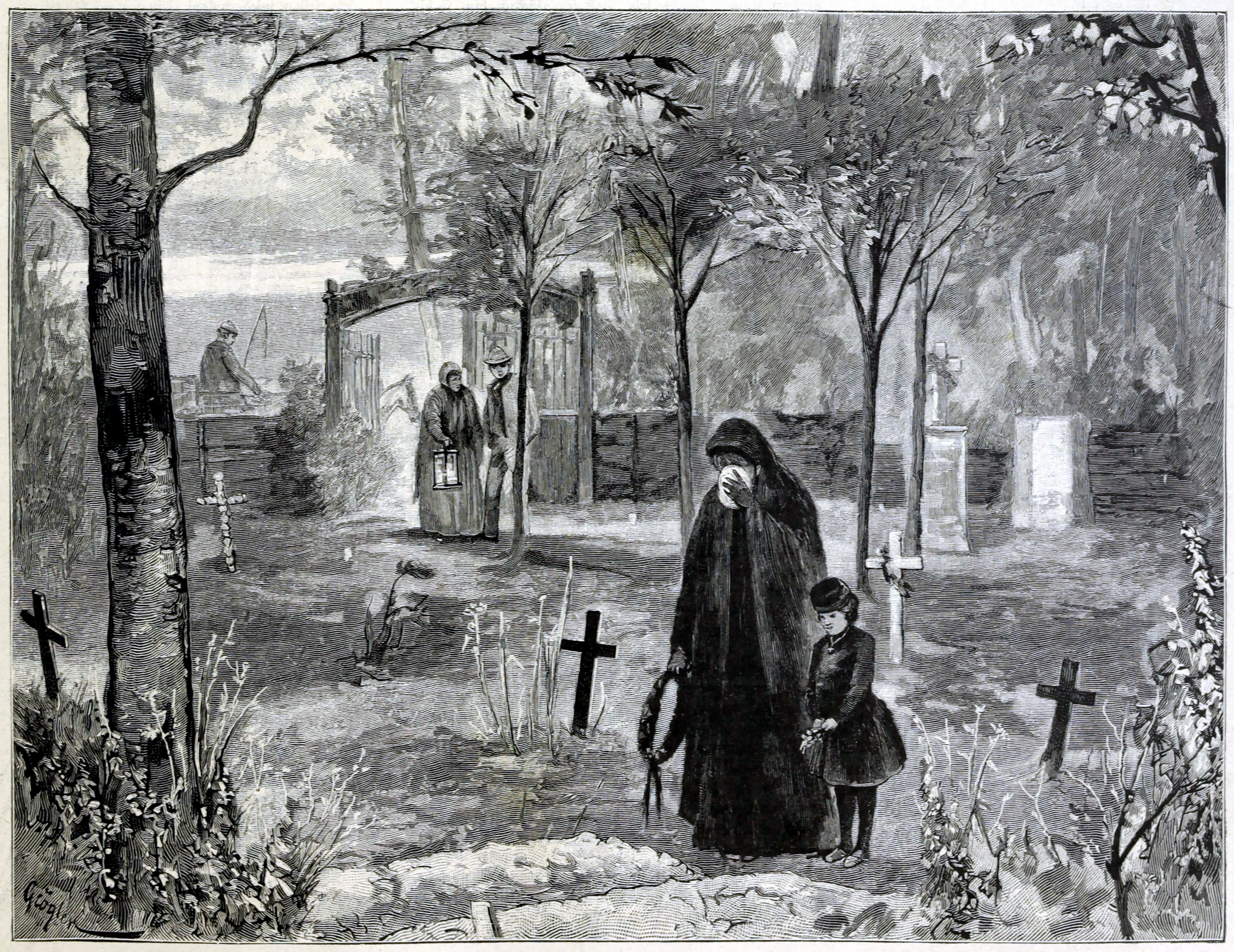
Friedhof der Namenlosen, 1886

Wilhelm Grögler (* 15. September 1839 in Uherské Hradiště; † 6. Mai 1897 in München) war ein deutscher Maler und Illustrator.
Über seine Lehrjahre gibt es fast nichts bekannt. Er debütierte als ein reifer Künstler. Er wurde in München ansässig, war jedoch nicht an der Münchener Akademie immatrikuliert.
Grögler lieferte ab den 1870er Jahren Druckvorlagen für deutsche illustrierte Zeitschriften, wie Neue Illustrierte Zeitung, Daheim, Alte und Neue Welt, Illustrierte Welt und Über Land und Meer.
Daneben malte er Genrebilder mit Szenen aus dem bayerischen Hochland und dem Münchener Volksleben, die er u. a. in Wien 1865, Breslau 1873 und Paris 1880 ausstellte. Das Bild „Der Hypochonder“ („Im Wirtsgarten“) wurde 1915 von der Neuen Pinakothek erworben (Inv. 8839).
Im Jahre 1881 erhielt er ein Stipendium aus den Mitteln des österreichischen Ministeriums für Cultus und Unterricht.